# Bemba-Bunzi
Bemba-Bunzi est une localité de la République démocratique du Congo, située dans la province du Bas-Congo.
]